# David Zimmerschied
David Zimmerschied (* 15. November 1983 in Passau) ist ein deutscher Schauspieler.

## Leben
David Zimmerschied stand im Alter von zwölf Jahren das erste Mal vor der Kamera, unter der Regie seines Onkels, des Kabarettisten Sigi Zimmerschied bei den Dreharbeiten zu der Kinosatire Schartl. 2002 zog er aus seiner Geburtsstadt Passau nach München und studierte dort bis 2005 Schauspiel.
2006 spielte er die Hauptrolle in der internationalen Romanverfilmung Der geköpfte Hahn nach Eginald Schlattner, was ihm eine Nominierung für den Undine Award einbrachte. 2010 spielte er die männliche Hauptrolle in Philip Grönings Die Frau des Polizisten, der bei den Filmfestspielen in Venedig 2013 den Spezialpreis der Jury gewann. Im Jahr 2011 erhielt er die Rolle des Schneiders im Dreiteiler Unsere Mütter, unsere Väter, welcher 2014 unter anderem den International Emmy Award, den Deutschen und Bayerischen Fernsehpreis, die Goldene Kamera sowie auf dem Festival de la Fiction TV in La Rochelle den ‚Prix de la meilleure fiction européenne‘ und bei den Seoul International Drama Awards in der Kategorie ‚Best Mini-Series‘ gewann.
2013 setzte er seine Zusammenarbeit mit Philip Gröning bei den Dreharbeiten zu dem Drama Mein Bruder heißt Robert und ist ein Idiot fort. Zwischen Juli und September 2014 stand er als Josef Schurr in der Georg-Elser-Verfilmung Elser – Er hätte die Welt verändert, die unter der Regie von Oliver Hirschbiegel für das Kino produziert wurde, vor der Kamera. Der Film feierte auf der 65. Berlinale „Im Wettbewerb außer Konkurrenz“ Premiere und gewann den Bayerischen Filmpreis 2015. Im selben Jahr setzte er seine Zusammenarbeit mit Oliver Hirschbiegel bei dem ZDF-Dreiteiler Der gleiche Himmel fort. Der Spionagethriller feierte auf der Mipcom in Cannes 2016 Premiere. 2017 spielte er in Maria Mafiosi, dem Regiedebüt von Jule Ronstedt, den verzweifelt-verliebten Dorfpolizisten Franz. Im selben Jahr lernte er den Regisseur Umut Dag in Berlin kennen, woraus die Zusammenarbeit bei einer Folge Tatort (Schwarzwald) und 2021 in der zweiten Staffel der Mini-Serie Das Haus der Träume für RTL+ entstand.
2018 gewann er mit dem Film Kill Me Today, Tomorrow I’m Sick! den Silver Award beim Montreal World Film Festival. Für Sky Deutschland stand er in den Produktionen Der Pass, Das Boot und Munich Games vor der Kamera. Im März 2023 feierte er beim Derblecken auf dem Münchner Nockherberg als Friedrich Merz Premiere.
2014 saß er in der Jury des Deutschen Schauspielerpreises, der am 10. Februar 2014 in Berlin verliehen wurde.
David Zimmerschied hat einen Sohn und lebt in München.

## Filmografie

### Fernsehen (Auswahl)
- 2006: Die Rosenheim-Cops – In der Höhle des Mörders
- 2008: Das Geheimnis des Königssees
- 2008: Der Bulle von Tölz: Das Ende aller Sitten
- 2009: Masserberg
- 2010: Die Rosenheim-Cops – Aller Laster Anfang
- 2011: Tatort: Ein ganz normaler Fall
- 2011: SOKO Stuttgart – Blech
- 2011: Unsere Mütter, unsere Väter
- 2013: Saboteure im Eis – Operation Schweres Wasser
- 2014: München 7
- 2014: Storno – Todsicher versichert
- 2015: Tannbach – Schicksal eines Dorfes
- 2015: Der gleiche Himmel
- 2015: Hattinger und der Nebel
- 2017: WaPo Bodensee (Fernsehserie, Folge Die Aussteigerin)
- 2018: Schwarzach 23 und der Schädel des Saatans
- 2018: Tatort: Sonnenwende
- 2018: München Mord: Die ganze Stadt ein Depp
- 2018: Der Pass (Fernsehserie)
- 2018: Winterherz – Tod in einer kalten Nacht
- 2019: Und tot bist Du! – Ein Schwarzwaldkrimi (TV-Zweiteiler)
- seit 2019: Marie fängt Feuer
- 2021: Waldgericht – Ein Schwarzwaldkrimi (TV-Zweiteiler)
- 2025: Sturm kommt auf (Fernsehfilm)

### Film (Auswahl)
- 1994: Schartl
- 2006: Der geköpfte Hahn
- 2007: Beste Zeit
- 2008: Beste Gegend
- 2009: DOT - Das Feuernest (Ukraine)
- 2009: Rote Handschuhe (Rumänien)
- 2011: Was machen Frauen morgens um halb vier?
- 2013: Die Frau des Polizisten
- 2015: Elser – Er hätte die Welt verändert
- 2015: Die Vampirschwestern 3 – Reise nach Transsilvanien
- 2017: Whatever Happens
- 2017: Maria Mafiosi
- 2018: Mein Bruder heißt Robert und ist ein Idiot
- 2018: Kill Me Today, Tomorrow I’m Sick![2]
- 2021: Weißbier im Blut
- 2021: Zwischen uns
- 2022: Wer gräbt den Bestatter ein?
- 2022: Bis es mich gibt
- 2025: Das gläserne Kind

## Theater (Auswahl)
- 2005: Das Floß der Medusa |Festspiele Weilheim
- 2005: Blaubart – Hoffnung der Frauen von Dea Loher |Metropoltheater (München)
- 2006: Geierwally |Theater Kanton Zürich
- 2009–2010: Der Brandner Kaspar und das ewig` Leben |Stadttheater Ingolstadt
- 2009–2014: Dracula |Scharoun-Theater Wolfsburg

## Synchronrollen
- 2013–2015: Will Tudor in Game of Thrones (Fernsehserie) als Olyvar
- 2014: Vinyl als „Norm/Nolan“
- 2015: Josef Altin in Kind 44 als Alexander
- 2015: Shaun Patrick Brady in Undateable (Fernsehserie) als Steve
- 2015: Revolution als „Gould“

## Hörspiele (Auswahl)
- 2014: Elser – Er hätte die Welt verändert für den SWR
- 2017: Toter Acker Radio-Tatort Bayern 2
- 2017: Am Königsweg Bayern 2
- 2017: Stars on 78 – Feature über die Geburtsstunde der Popmusik Bayern 2
- 2018: Stahnke Bayern 2
- 2020: Der namenlose Tag von Friedrich Ani für Bayern 2
- 2020: Caiman Crap WDR
- 2021: Melitta und Stern – Wo du hingehst Bayern 2
- 2022: Melitta und Stern – Krieg der Erreger Bayern 2
- 2022: Melitta und Stern – Dunkelbiertod Bayern 2
- 2024: Edgar Linscheid und Stuart Kummer: GRЁUL 2 – Die Legende lebt (Hörspiel – WDR)[3]